# Euphorbia finkii
Euphorbia finkii là một loài thực vật có hoa trong họ Đại kích. Loài này được (Boiss.) V.W.Steinm. mô tả khoa học đầu tiên năm 2003.